# Mes courants électriques
A Mes courants électriques... (Magyarul: Elektromos áramlataim) a francia énekesnő, Alizée második nagylemeze. 2003. március 18-án jelent meg. Bár nem ért el akkora sikereket, mint előző, Gourmandises című albuma, mégis több mint 400.000 példányban kelt el a megjelenését követő 3 hónapban.  Az album nemzetközi kiadása 4 angol nyelvű dalt is tartalmazott. Hasonlóan Alizée debütáló albumához, ez is Mylène Farmer (dalszöveg) és Laurent Boutonnat (zene) együttműködésével készült, azonban ez volt utolsó közös munkájuk is Alizée-vel.

## Háttér
A Mes courants électriques 2003. március 18-án jelent meg, 2 évvel debütáló albuma, a Gourmandises után, szintén az Universal Music kiadó gondozásában. Ezáltal Alizée nemzetközi karrierje fellendült, rengeteget szerepelt különböző TV-műsorokban szerte a világon, de leginkább a japán piacra koncentráltak, ahová Alizée a későbbiekben el is látogatott.
Az album borítóján Alizée-t egy hatalmas magassarkú cipő előtt állva látjuk, mezítláb, iskoláslányként, ami a gyerekkorból a felnőttkorba való átmenetet jelképezi: Alizée mezítláb van, tehát félig még gyerek, de a cipő a nőiességre utal.
Barcelona egyike volt az albumot inspiráló helyeknek, például a Hey Amigo! című dalban nyíltan említésre kerül. A szexualitás és a szerelem még mindig kiemelt fontosságú témák a dalokban.

## Promóció
Az album promotálása során Alizée sokat utazott. Az album első kislemeze a J'en ai marre! című dal volt, mely 2003 februárjában jelent meg. A kislemez megvásárolható volt a bevásárlóközpontokban és a rádiók is gyakran játszották. A dalhoz készült klip márciusban debütált és számos tv-csatorna vetítette a klipet. A dal sikeres volt több országban is, ezért elkészült ennek angol nyelvű változata, az I'm Fed Up is. A japán piac kedvéért a kislemezt kiadták Mon bain de mousse címen is. Alizée számos japán TV-műsorban feltűnt, interjúkat adott és szerepelt egy Elise nevű keksz reklámjában is.
Miután visszatért Franciaországba, megjelent az album második kislemeze, a J'ai pas vingt ans, melyhez szintén készült angol változat I'm Not Twenty címen. Az ehhez készült klippel kívánták jelezni, hogy Alizée hamarosan turnézni indult. A dalt előadta a 2003-as Tour de France-on is.
Az album sikerét követően Alizée tovább népszerűsítette a lemezt Európában is, miközben kiadta az album utolsó kislemezét is, az À contre-courant-t, mely egyben az utolsó is volt.
Nyár végén turnézni indult, mely egészen 2004 januárjáig tartott.

## Kislemezek
- J'en ai marre!: Az album első kislemeze, mely 2003. február 25-én jelent meg. A kislemez CD-jén megtalálható volt a dal instrumental változata is. Később három remixváltozatot is kiadtak hozzá. A kislemez nemzetközi változatán az angol verzió szerepelt, I'm fed up címen, a Japánban pedig Mon bain de mousse címen adták ki.
- J'ai pas vingt ans: Az album második kislemeze 2003 júniusában jelent meg, melynek egyik remixét Benny Benassi készítette. A dal angol változata az I'm not twenty címet viseli.
- À contre-courant: A harmadik és egyben utolsó kislemez Alizée második albumáról, mely 2003. október 7-én jelent meg. A kislemez tartalmazta az I'm not twenty című dalt is. A maxi CD november 12-én jelent meg, melyen 3 remix és a dal rádió változata szerepelt.

## Kritika és fogadtatás
A Mes courants électriques általánosan jó fogadtatásban részesült, s emellett elnyerte a kritikusok tetszését Alizée válasza, amikor arról kérdezték, mit jelent a lemez borítója, miszerint az Alizée-t a gyermekkor és a nővé válás közti állapotban ábrázolja.

## Számlista
Az összes dalt Mylène Farmer írta, Alizée segítségével, a zenét pedig Laurent Boutonnat szerezte.
| Tracklist: 1. J'en ai marre! (5:12) 2. À contre-courant(4:32) 3. Toc de Mac (4:29) 4. Amélie m'a dit (3:51) 5. C'est trop tard (4:43) 6. Tempête (4:42) 7. J'ai pas vingt ans (4:23) 8. Hey! Amigo! (3:54) 9. L'e-mail a des ailes (4:10) 10. Youpidou (4:09) 11. Cœur déjà pris (4:16) | Nemzetközi kiadás 1. I'm fed up (5:12) 2. À contre-courant (4:32) 3. Toc de Mac (4:31) 4. Amélie (3:51) 5. C'est trop tard (4:43) 6. Tempête (4:42) 7. I'm not twenty (4:23) 8. Hey! Amigo! (3:55) 9. L'e-mail a des ailes (4:10) 10. Youpidoo (4:09) 11. Cœur déjà pris (4:22) 12. J'en ai marre! (5:12) 13. Amélie m'a dit (3:51) 14. J'ai pas vingt ans (4:23) 15. Youpidou (4:09) | Ázsiai kiadás 1. Mon bain de mousse (5:12) 2. À contre-courant (4:32) 3. Toc de mac (4:29) 4. Amélie (3:51) 5. C'est trop tard (4:43) 6. Tempête (4:42) 7. I'm not twenty (4:23) 8. Hey! Amigo! (3:54) 9. L'e-mail a des ailes (4:10) 10. Youpidoo (4:09) 11. Cœur déjà pris (4:16) 12. Mon bain de mousse (angol változat) (5:12) |